# فيتوريو كورونا
فيتوريو كورونا (بالإيطالية: Vittorio Corona)‏ هو صحفي إيطالي، ولد في 3 أبريل 1948 في Aci Trezza ‏ في إيطاليا، وتوفي في 24 يناير 2007 في ميلانو في إيطاليا.